# Uwemedino Akpan Abasiono
Uwemedino Akpan Abasiono (* 15. Dezember 2000) ist eine nigerianische Hürdenläuferin, die sich auf die 400-Meter-Distanz spezialisiert hat.

## Sportliche Laufbahn
Erste internationale Erfahrungen sammelte Uwemedino Akpan Abasiono bei den Afrikameisterschaften 2018 im heimischen Asaba, bei denen sie in 60,57 s den sechsten Platz belegte. Im Jahr darauf erreichte sie bei den Juniorenafrikameisterschaften in Abidjan in 60,44 s Rang vier. Ende August gewann sie bei den Afrikaspielen in Rabat in 57,66 s die Bronzemedaille hinter der Kenianerin Vanice Kerubo Nyagisera und Lamiae Lhabze aus Marokko.
2019 wurde Abasiono nigerianische Meisterin im 400-Meter-Hürdenlauf.

## Bestleistungen
- 400 m Hürden: 58,00 s, 27. Juli 2019 in Kaduna